# .br

.br은 브라질의 인터넷 국가 코드 최상위 도메인이다. 2005년까지 Comit Gestor da Internet no Brasil에 의해 관리되었지만, 지금은 Ncleo de Informao e Coordenao do Ponto br에 의해 관리되고 있다.
어떠한 도메인을 등록하려면 브라질 국내에 연락처를 준비해야 한다. 도메인 이름은 포르투갈어의 문자도 인정한다. 대학이 아닌 곳에서는 2차 도메인을 직접 등록하지 못하고, 도메인 아래에서 등록할 수 있다. 이를테면, site.art.br는 예술(음악 등)으로, othersite.org.br는 비정부 조직으로 분류하고 있다. 교육기관은 edu.br도 인정하지만, .com.br를 사용하는 곳도 몇 군데 있다. 또한 예외의 경우도 조금 있는데, 2000년까지 등록된 도메인 가운데, 직접 2차 도메인의 등록을 인정하는 곳도 있다. 2007년 2월 기준으로, 대부분의 도메인 등록은 분류를 무시하고, .com.br 아래에서 등록이 진행되고 있으며 .com.br가 차지하는 비율은 90%를 넘는다.

## 하위 도메인
- ADM.BR - 관리자
- ADV.BR - 변호사
- AGR.BR - 농업 관련 회사, 웹 사이트
- AM.BR - 브라질 통신 위원회로부터 등록을 허가 받은 AM 라디오 방송국
- ARQ.BR - 건축
- ART.BR - 예술 (음악, 브라질 민간 문화 등)
- ATO.BR - 배우
- BIO.BR - 생물학자
- BLOG.BR - 블로그
- BMD.BR - 바이오메딕스(Biomedics)
- CIM.BR - 중개업자
- CNG.BR - 미술 디자이너
- CNT.BR - 회계사
- COM.BR - 일반적인 상업적 사이트
- COOP.BR - 협동 조합
- ECN.BR - 경제
- EDU.BR - 고등교육 기관
- ENG.BR - 엔지니어
- ESP.BR - 스포츠
- ETC.BR - 기타 (어떠한 영역에도 속하지 않을 때)
- ETI.BR - IT 전문가
- FAR.BR - 약국, 약방
- FLOG.BR - 그림 블로그
- FM.BR - 브라질 통신 위원회로부터 등록을 허가 받은 FM 라디오 방송국
- FND.BR - Phonoaudiologists
- FOT.BR - 사진가
- FST.BR - 물리치료사
- G12.BR - K12 교육기관
- GGF.BR - 지리학자
- GOV.BR - 정부 기관
- IMB.BR - 부동산
- IND.BR - 산업
- INF.BR - 미디어와 정보
- JOR.BR - 저널리스트
- LEL.BR - 경매인
- MAT.BR - 수학자와 통계학자
- MED.BR - 의사
- MIL.BR - 브라질군
- MUS.BR - 음악가
- NET.BR - 인터넷 제공업체
- NOM.BR - 개인
- NOT.BR - 공증인
- NTR.BR - 영양학자
- ODO.BR - 치과 의사
- ORG.BR - 비영리, 비정부 조직
- PPG.BR - 광고업자와 시장
- PRO.BR - 교사
- PSC.BR - 심리학자
- PSI.BR - 온라인 서비스 제공업체
- QSL.BR - 아마추어 무선
- REC.BR - 레크리에이션 활동, 엔터테인먼트, 레저, 게임 등
- SLG.BR - 사회학자
- SRV.BR - 서비스 제공 업체
- TMP.BR - 박람회, 전시 등의 짧은 기간의 행사
- TRD.BR - 번역가
- TUR.BR - 여행
- TV.BR - 브라질 통신 위원회로부터 등록을 허가 받은 텔레비전 방송국
- VET.BR - 수의사
- VLOG.BR - 영상 블로그
- WIKI.BR - 위키(Wiki)
- ZLG.BR - 동물학자